# Oliver Napier
Sir Oliver Napier (* 11. Juli 1935 in Belfast; † 2. Juli 2011) war ein nordirischer Politiker, der sich als Vorsitzender der Alliance Party of Northern Ireland während des Nordirlandkonflikts um einen Dialog zwischen Katholiken und Protestanten bemühte und maßgeblich am Zustandekommen des allerdings nach nur sechs Monaten gescheiterten Abkommens von Sunningdale beteiligt war.

## Leben
Nach dem Besuch des St. Malachy College in Belfast studierte Napier Rechtswissenschaft an der Queen’s University Belfast und trat nach Abschluss des Studiums als Rechtsanwalt in die seinem Vater gehörende Anwaltskanzlei Napier and Sons Solicitors ein.
Der Katholik war der Ansicht, dass eine Zusammenarbeit mit den Protestanten möglich war und gehörte 1970 zu den Mitgründern der Alliance Party of Northern Ireland, die damit kurz nach Beginn des Nordirlandkonflikts als überkonfessionelle und liberale Regionalpartei in Nordirland gegründet wurde. Zwischen 1970 und 1972 war er zusammen mit Bob Cooper gemeinsam Vorsitzender der Partei.
1973 wurde er schließlich alleiniger Vorsitzender der Alliance Party und bemühte sich in seiner bis 1984 dauernden Amtszeit um einen Dialog im Nordirlandkonflikt. Dieses gelang ihm zumindest kurzzeitig, als es am 9. Dezember 1973 zum Abkommen von Sunningdale kam. In der aufgrund dessen gebildeten Exekutivverwaltung (Northern Ireland Executive) unter Brian Faulkner als Chief Executive wurde er Justizminister und Vorsitzender der Behörde für Gesetzesreformen (Office of Law Reform). Nachdem ein Antrag, der eine Überparteiliche Regierung ablehnt, in der Northern Ireland Assembly gescheitert war, rief der Ulster Workers’ Council (UWC) einen Generalstreik ab dem 15. Mai aus. Nach zweiwöchiger Lebensmittelknappheit, Unruhen, Straßensperren und Einschüchterungen trat Brian Faulkner als Chief Executive zurück. Das Abkommen von Sunningdale zerbrach somit am 28. Mai 1974 und Napier verlor damit sein Regierungsamt.
Bei den britischen Unterhauswahlen am 3. Mai 1979 kandidierte Napier für ein Mandat im Unterhaus (House of Commons) in dem überwiegend von Protestanten bewohnten Wahlkreis East Belfast. Allerdings unterlag er dabei mit rund 1000 Stimmen gegenüber dem Kandidaten der Democratic Unionist Party, Peter Robinson, der diesen Wahlkreis bis Februar 2010 im Unterhaus vertrat und seither Erster Minister von Nordirland ist.
Nach der Wahlniederlage bekleidete er zwar weiterhin das Amt des Vorsitzenden der Alliance Party, zog sich aber anschließend 1984 aus der Politik zurück.
1985 wurde er zum Knight Bachelor geschlagen und führte seither den Namenszusatz „Sir“.